# Кармелюк Юрій Анатолійович
Юрій Анатолійович Кармелюк (нар. 2 липня 1971, Українська РСР — пом. 13 липня 2008, Донецьк, Україна) — радянський та український футболіст, універсал, футбольний тренер.

## Кар'єра гравця
Футбольну кар'єру розпочав 1990 року в дублі донецького «Шахтаря». У 1991 році захищав кольори військового клубу СКА (Київ). По завершенні військової служби виступав за аматорський клуб «Атон» (Донецьк). У серпні 1995 року підсилив склад стрийської «Скали». На початку 1996 року прийняв запрошення донецького «Металурга». У 1998 році виїхав до росії, де протягом двох років виступав за «Ладу» (Димитровград), яка згодом змінила назву на «Лада-Симбірськ» (Димитровград). Протягом декілької років у професіональних клубах не виступав, допоки влітку 2004 року не опинився в донецькому «Олімпіку» граючим тренером. У сезоні 2007/08 років захищав кольори донецького «Титану», після чого завершив кар'єру гравця.

## Кар'єра тренера
Ще будучи гравцем розпочав тренерську діяльність. У 2004 році очолив донецький «Олімпік», яким керував до квітня 2008 року. Потім був граючим тренером донецького «Титану».

## Досягнення

### Клубні
«Металург» (Донецьк)
- Перша ліга України
  -  Чемпіон (1): 1996/97

- Друга ліга чемпіонату України
  -  Срібний призер (1): 1995/96 (Група «Б»)